# Kinsey Peile

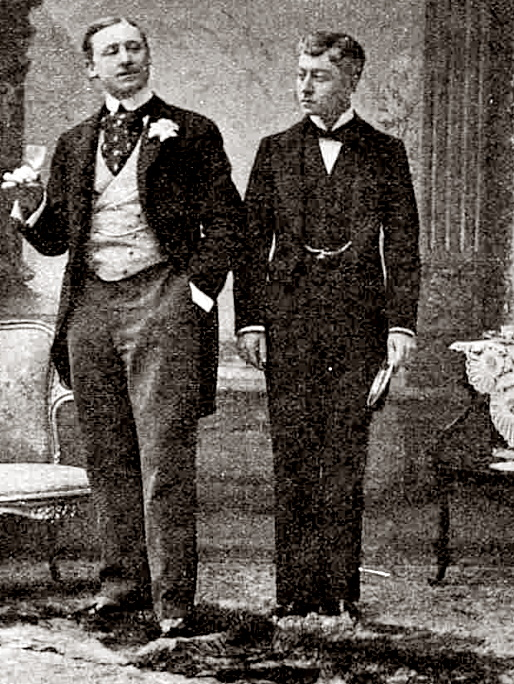
Kinsey Peile à direita

Kinsey Peile (1862 – 1934) foi uma ator e roteirista britânico. Ele nasceu no Allahabad, Índia.

## Filmografia selecionada
- The Face at the Window (1920)
- The Presumption of Stanley Hay, MP (1925)
- Settled Out of Court (1925)
- The Vortex (1928)
- The Burgomaster of Stilemonde (1929)